# Trang viên Wierzenica
Trang viên Wierzenica nằm ở trung tâm của ngôi làng Wierzenica, thành phố Poznań, tỉnh Wielkopolskie, Ba Lan, đây là trang viên của gia đình Bá tước Cieszkowski.

## Lịch sử
Trang viên Wierzenica được xây dựng vào giữa thế kỷ XIX. Trang viên có một ngôi nhà lớn một tầng, phần trên của mái nhà được thiết kế với các hình tam giác nhô ra ngoài, không đơn thuần là một mái nhà bằng phẳng. Ngôi nhà lớn này được bao quanh bởi các ngôi nhà khác của trang trại, được xây dựng từ thế kỷ 19 và 20 cùng một công viên rộng lớn. Mặt tiền phía trước của trang viên là một nhánh của sông Warta, và đằng sau là ngọn đồi Krasinski. Từ năm 1843, trang viên thuộc quyền sở hữu của August Cieszkowski, ông là một chuyên gia kinh tế, một nhà hoạt động chính trị, đồng thời cũng là một triết gia. Ông là một trong những thành viên sáng lập ra Liên đoàn Quốc gia Ba Lan, cũng như là người đồng sáng lập ra Hiệp hội những người bạn Khoa học ở Poznan. Sau khi ông mất, thì trang viên thuộc quyền sở hữu của Edward Aleksander Raczyński (một nhà sưu tập và triễn lãm nổi tiếng của vùng Poznań), rồi đến Felicjan Dembiński (ông là một giáo sư ngành nông nghiệp).